# John Rogers
John Rogers (Deritend, Birmingham, c. 1505–Londres, 4 de febrero de 1555) fue un clérigo inglés, traductor de la Biblia y comentarista. Autor de la  Matthew Bible en lengua inglesa durante el reinado de Enrique VIII de Inglaterra, fue el primer mártir protestante inglés durante el reinado de María I de Inglaterra, determinada en restaurar el catolicismo romano.

## Biografía
Rogers estudió en el Pembroke College de la Universidad de Cambridge y se convirtió en capellán de los mercaderes ingleses en Amberes en 1534. Según sus notas, publicó una traducción completa de la Biblia al inglés (1537) bajo el seudónimo de "Thomas Matthew". Esta edición, conocida como la Matthew Bible (Biblia de Matthew, o de Mateo) por su seudónimo, que probablemente representa al propio John Rogers o a William Tyndale. 
En esa época, Rogers se convirtió al protestantismo y se casó con la amberina Adriana de Weyden. Desde 1537, Rogers vivió con su familia durante algunos años en Wittenberg para aprender alemán y para leer y estudiar los escritos de Martín Lutero y su teología. Regresó a Inglaterra en 1548 y dio conferencias teológicas en la catedral de San Pablo de Londres. Al comienzo del reinado de María I de Inglaterra, fue arrestado y acusado de herejía. Después de un año en cautiverio, fue condenado por el lord canciller Stephen Gardiner. El 4 de febrero de 1555, Rogers fue el primer mártir protestante bajo el gobierno de María Tudor en ser quemado en el lugar de ejecución de Smithfield en Londres.